# Dänisch-portugiesische Beziehungen
Die dänisch-portugiesischen Beziehungen umfassen die bilateralen Beziehungen zwischen Dänemark und Portugal. Die Länder unterhalten seit 1767 direkte diplomatische Beziehungen.
Die Beziehungen gelten als freundschaftlich und problemfrei. Dänemark und Portugal sind beide Gründungsmitglieder u. a. der NATO und der Organisation für wirtschaftliche Zusammenarbeit und Entwicklung, und Partner in einer Vielzahl europäischer und globaler Organisationen, darunter die EU, der Europarat, die Organisation für Sicherheit und Zusammenarbeit in Europa oder auch die Europäische Weltraumorganisation.
Historisch kreuzten sich die Wege der beiden Seefahrernationen mehrmals, zu nennen sind dabei vor allem die portugiesischen Nordland-Fangflotten, die auch in dänisch kontrollierten Gebieten v. a. vor Grönland und Island bis ins 20. Jahrhundert den für die Portugiesische Küche sehr bedeutenden Bacalhau fingen, aber auch im internationalen Walfang wirkten. Bis heute sind Dänemark und Portugal u. a. durch den dänisch-portugiesischen Familienstammbaum der Sousa Holsteins, den Herzögen von Palmela, der nach Portugal ausgewanderten dänischen Familie der Krus (u. a. Nuno Krus Abecasis, der Bürgermeister von Lissabon wurde) oder auch durch die problemfreie gegenseitige Migration verbunden. Auch in der Kultur und da besonders in der Literatur gibt es Berührungspunkte.

## Geschichte

### Bis 1900

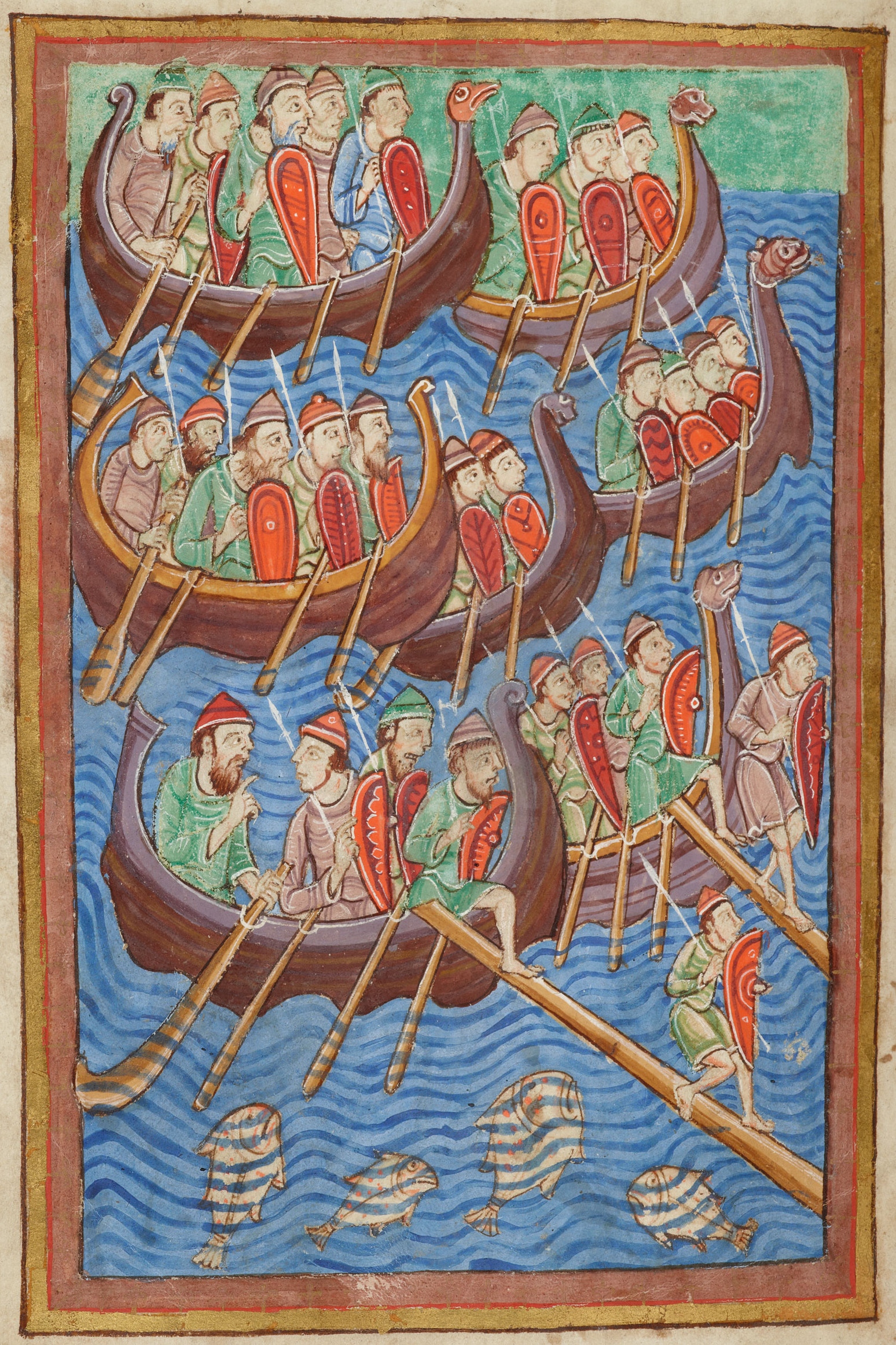
Dänische Wikinger im 9./10. Jahrhundert, Darstellung aus dem 12. Jh.

Portugal wurde im Verlauf der römischen Herrschaft vor allem im 4. Jahrhundert christianisiert, während sich in Dänemark das Christentum v. a. ab dem 8. Jh. durchsetzte.
In der Wikingerzeit unternahmen Wikinger immer wieder Raubzüge auch ins heutige Portugal. Zu erwähnen sind vor allem die Überfälle im Jahr 844, im Zuge der Wikingerraubzüge ins Mittelmeer, bei denen insbesondere die Mündung des Tejo im Raum Lissabon dreizehn Tage lang geplündert wurde. Die letzten nennenswerten Überfälle fanden in den 960er Jahren statt. Parallel betrieben Nordmänner aber auch bis ins 11. Jahrhundert Handel mit portugiesischen Küstenorten.
Die christliche Reconquista, die die maurische Herrschaft in Portugal und Spanien bekämpfte, wurde auch durch passierende Kreuzfahrer unterstützt. Dabei wirkten, insbesondere beim Zweiten Kreuzzug Mitte des 12. Jh., auch dänische Ritter in Portugal, wenn auch die meisten Kreuzfahrer aus Dänemark nicht nach Süden mitfuhren, sondern im Religionskampf gegen die Wenden an den eigenen Grenzen kämpften. 1250 gelang Portugal der Abschluss seiner Reconquista.
Die Beziehungen zwischen dem Königreich Portugal und dem Königreich Dänemark reichen bis ins frühe 13. Jahrhundert zurück, als zwei portugiesische Infantinnen mit dänischen Königen heirateten. Erstens wurde Infantin Berengaria von Portugal, Tochter von König Sancho I. von Portugal, Ehefrau von König Waldemar II und Königin von 1214–1221; sie war Mutter der dänischen Könige Erik IV, Abel und Christoph I von Dänemark. Einige Jahre später folgte eine neue Ehe zwischen den beiden Königshäusern zwischen Eleonore von Portugal, Tochter von König Alfons II. von Portugal und Waldemar, Mitregent von Denmark; sie war Königin von 1229 bis 1231.
Im Verlauf des 15. und 16. Jahrhunderts war das Portugiesische Kolonialreich als erstes Weltreich entstanden. Portugal sah sich dabei auch als Vertreter der römisch-katholischen Kirche. In Dänemark dagegen führte Christian III. die Reformation ein, womit das Land sich nun endgültig vom Heiligen Stuhl entfernte. Auch die schwindende Macht Dänemarks zu Gunsten Schwedens seit dem Kalmarkrieg (1611–1613), mit der eine koloniale Ausbreitung Dänemarks auf wenige Gebiete außerhalb der portugiesischen Interessensgebiete begrenzt wurde (insbesondere Dänisch-Westindien in der Karibik und die dänischen Besitzungen im Nordatlantik), verhinderte nennenswerte Berührungspunkte zwischen Dänemark und Portugal in dieser Zeit. Zwar trat die Dänische Ostindien-Kompanie als Konkurrenz für den portugiesischen Welthandel auf, spielte jedoch keine bestimmende Rolle im europäischen Asienhandel.
Zwischenzeitlich kam es jedoch auch zu wesentlichen Annäherungen. So segelte João Vaz Corte-Real bereits 1473 in einer gemeinsamen portugiesisch-dänischen Expedition bis nach Grönland und vermutlich weiter bis nach Neufundland, das auf Grund des hier gefischten und für Portugal zunehmenden bedeutenden Stockfisches (Bacalhau) auch Terra Nova do Bacalhau genannt wurde.
Im Zuge der Bemühungen Portugals, diplomatische Unterstützung für seine 1640 wiedererlangte Unabhängigkeit und den aufkommenden Restaurationskrieg zu erhalten, sandte König D. João IV. eine diplomatische Abordnung unter Francisco de Sousa Coutinho auch an den dänischen Hof. König Christian IV. wollte jedoch die fragile Position Dänemarks in den Wirren des Dreißigjährigen Krieges von keiner Seite gefährden und ließ sich auf kein Treffen ein.
Im Spanischen Erbfolgekrieg von 1701 bis 1714 kämpften Dänemark und Portugal zusammen auf Seiten der Großen Allianz gegen das Lager der Bourbonen.

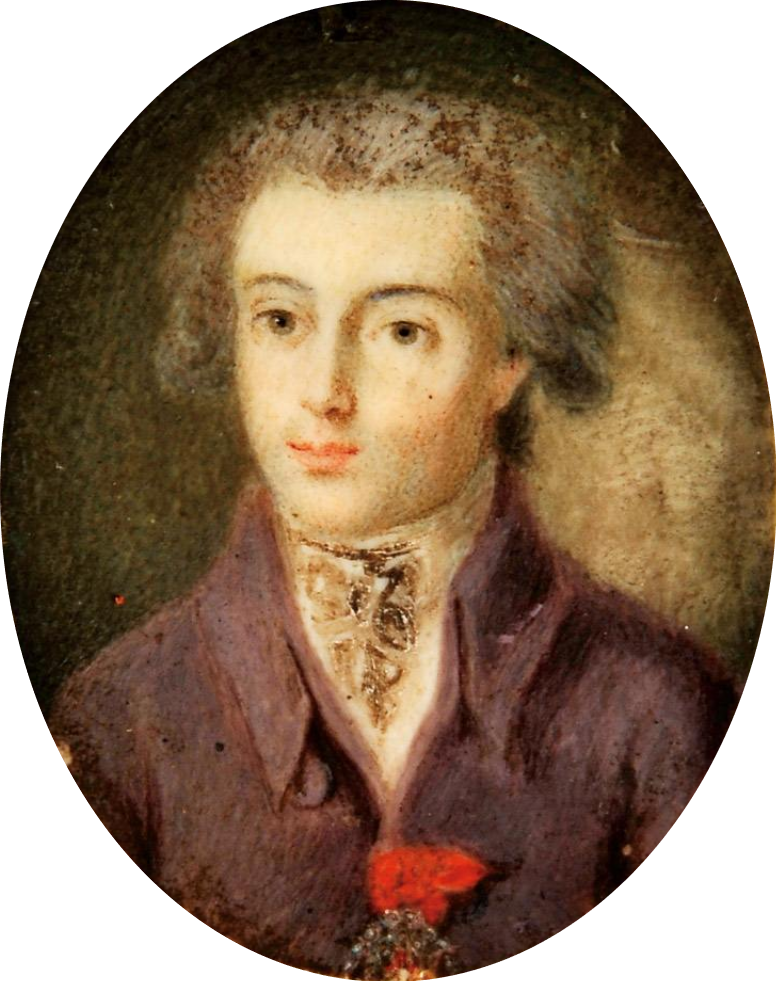
Alexandre de Sousa Holstein, Sohn der dänischen Prinzessin Maria Anna Leopoldine und des portugiesischen adligen Militärs Manuel de Sousa, war von 1786 bis 1789 der vierte portugiesische Botschafter in Kopenhagen

Maria Anna Leopoldina von Schleswig-Holstein-Sonderburg-Beck war die älteste Tochter Friedrich Wilhelms I., dritter Herzog von Schleswig-Holstein-Sonderburg-Beck und Nachfahre des dänischen Königs Christian III. Sie heiratete 1735 den portugiesischen Offizier Manuel de Sousa, Herr von Calhariz (1705–1759), und legte damit den Grundstein für die dänisch-portugiesische Familie der de Sousa Holstein. Ihr Sohn Alexandre de Sousa e Holstein war u. a. Botschafter Portugals in Dänemark, ihr Enkel und Alexandres Sohn Pedro de Sousa Holstein prägte die Politik Portugals als mehrmaliger Regierungschef und bedeutender außenpolitischer Akteur mit.
Nach dem Ende des Großen Nordischen Krieges 1721 und einer tiefen Krise in seiner Landwirtschaft erfuhr das ausgeblutete Dänemark zwischen 1751 und 1797 eine umfassende Reform im Sinne der Aufklärung. Parallel erlebte auch Portugal, insbesondere nach dem verheerenden Erdbeben von 1755, einen tiefgreifenden Umbau im Zeichen der Aufklärung unter seinem Premierminister Sebastião José de Carvalho e Melo, dem späteren Marquês de Pombal.
1767 vereinbarten Dänemark und Portugal erstmals ständige gegenseitige Vertretungen. Francisco de Melo e Carvalho leitete die im August 1767 eingerichtete portugiesische Vertretung in Kopenhagen und akkreditierte sich am 20. Januar 1769 als erster Botschafter Portugals in Dänemark.
Nach der Französischen Revolution 1789 blieb Dänemark zunächst neutral, während Portugal weiter zu Großbritannien, seinem ältesten Verbündeten stand. Dänemark geriet in Folge seiner Neutralität in bewaffnete Konflikte mit Großbritannien und unterstützte nach dem Seekrieg mit England 1810 Frankreich unter Napoleon Bonaparte, der zuvor bereits mehrmals vergeblich versucht hatte, Portugal zur Durchsetzung der Kontinentalsperre zu erobern.
In Folge der Kontinentalsperre und der hohen Kriegskosten geriet Dänemark erneut in eine schwere Wirtschaftskrise, die zur Stärkung der liberalen Kräfte und 1849 schließlich zum Grundgesetz Dänemarks führte.
Auch Portugal erlebte nach seiner Liberalen Revolution 1820 und dem Verlust seiner wichtigsten Kolonie Brasilien 1822 tiefgreifende liberale Änderungen, insbesondere nach der Wahl einer neuen verfassunggebenden Cortes 1837 und der folgenden, extrem demokratischen Verfassung.
Dänemarks Aufmerksamkeit blieb danach vor allem auf seinen erstarkenden und vordrängenden Nachbarn Deutschland gerichtet, so dass vor allem der zunehmende Handel bestimmendes Verbindungsglied zwischen Dänemark und Portugal blieb.
Im Verlauf der Industrialisierung, die in Portugal kein vergleichbares Wirtschaftswachstum wie in mitteleuropäischen Ländern auslöste, geriet Portugal wirtschaftlich immer stärker in ausländische Abhängigkeit und innenpolitische Instabilität. In der Folge erstarkten republikanische und sozialistische Strömungen, und die zunehmende Arbeiterschaft begann sich stärker zu organisieren, später zunehmend anarchosyndikalistisch.
Auch in Dänemark erstarkten sozialistische Gruppierungen nach der Niederlage im Deutsch-Dänischen Krieg 1864 und den folgenden Gebietsverlusten. 1871 gründeten sich die dänischen Sozialdemokraten, 1898 entstand der Dänische Gewerkschaftsbund. Innenpolitisch blieb die Lage im wirtschaftlich sich erholenden Dänemark aber entspannter als im zurückbleibenden Portugal, das zudem seine alten Kolonien im „Wettlauf um Afrika“ bedroht sah, was seine innen- und außenpolitische Situation weiter schwächte.
1896 schlossen Dänemark und Portugal ein neues Handels- und Schifffahrtsabkommen.

### Seit 1900

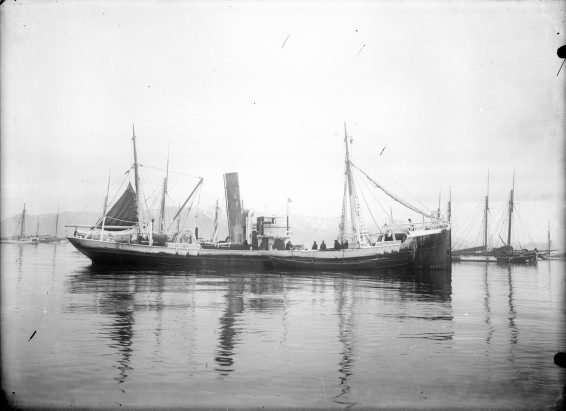
Im Fischereihafen von Reykjavík um 1915: bis in die zweite Hälfte des 20. Jahrhunderts war der Klippfischfang für den portugiesischen Bacalhau auch in dänisch kontrollierten Gebieten von großer Bedeutung für Portugal, v. a. das bis 1918 dänische Island war dabei zu nennen

1910 wurde die Portugiesische Republik ausgerufen. Innenpolitisch wurde die Situation danach immer angespannter, mit Arbeiteraufständen und rechten wie linken Bombenanschlägen und Putschversuchen.
Im Ersten Weltkrieg gehörte Portugal seit der deutschen Kriegserklärung 1916 zu den Alliierten, während Dänemark seine Neutralität bewahren konnte.
Seit dem Militärputsch in Portugal 1926 und dem Aufstieg des semifaschistischen Wirtschaftsprofessors Salazar orientierte sich das Land stark nach rechts, während Dänemark nach der Volksabstimmung in Schleswig 1920 sich weiter stabilisierte und weiter liberal entwickelte.
1935 erneuerten Dänemark und Portugal ihr Handels- und Schifffahrtsabkommen von 1896.
Während des Zweiten Weltkriegs blieben Dänemark und Portugal gleichermaßen neutral. Jedoch wurde Dänemark 1940 von Deutschland besetzt, während Portugal weitgehend unberührt blieb, sich wirtschaftlich etwas erholen konnte, und für Flüchtende aus ganz Europa, vereinzelt auch aus Dänemark zu einem rettenden Zufluchts- oder Transitland wurde. Sowohl Dänemark, das sich wider Willen mit der deutschen Besatzung zu arrangieren suchte, als auch Portugal, das seine Neutralität zwischen der Nähe zum Hitler-Regime und Bündnistreue zu Großbritannien wahrte, beteiligten sich dabei nicht am nationalsozialistischen Völkermord an den europäischen Juden, dem Holocaust.
Nach dem Zweiten Weltkrieg wurden Dänemark und Portugal Gründungsmitglieder des westlichen NATO-Bündnisses, entwickelten sich ansonsten aber zunächst sehr unterschiedlich: war Dänemark 1949 Gründungsmitglied der Vereinten Nationen, so wurde Portugal, das an seinem Kolonialreich festhielt und dafür international zunehmend kritisiert wurde, erst im Dezember 1955 aufgenommen. Das offene und westlich eingebundene Dänemark erfuhr eine starke wirtschaftliche und gesellschaftliche Entwicklung, während das autoritär regierte Portugal gesellschaftlich und wirtschaftlich zurückblieb.

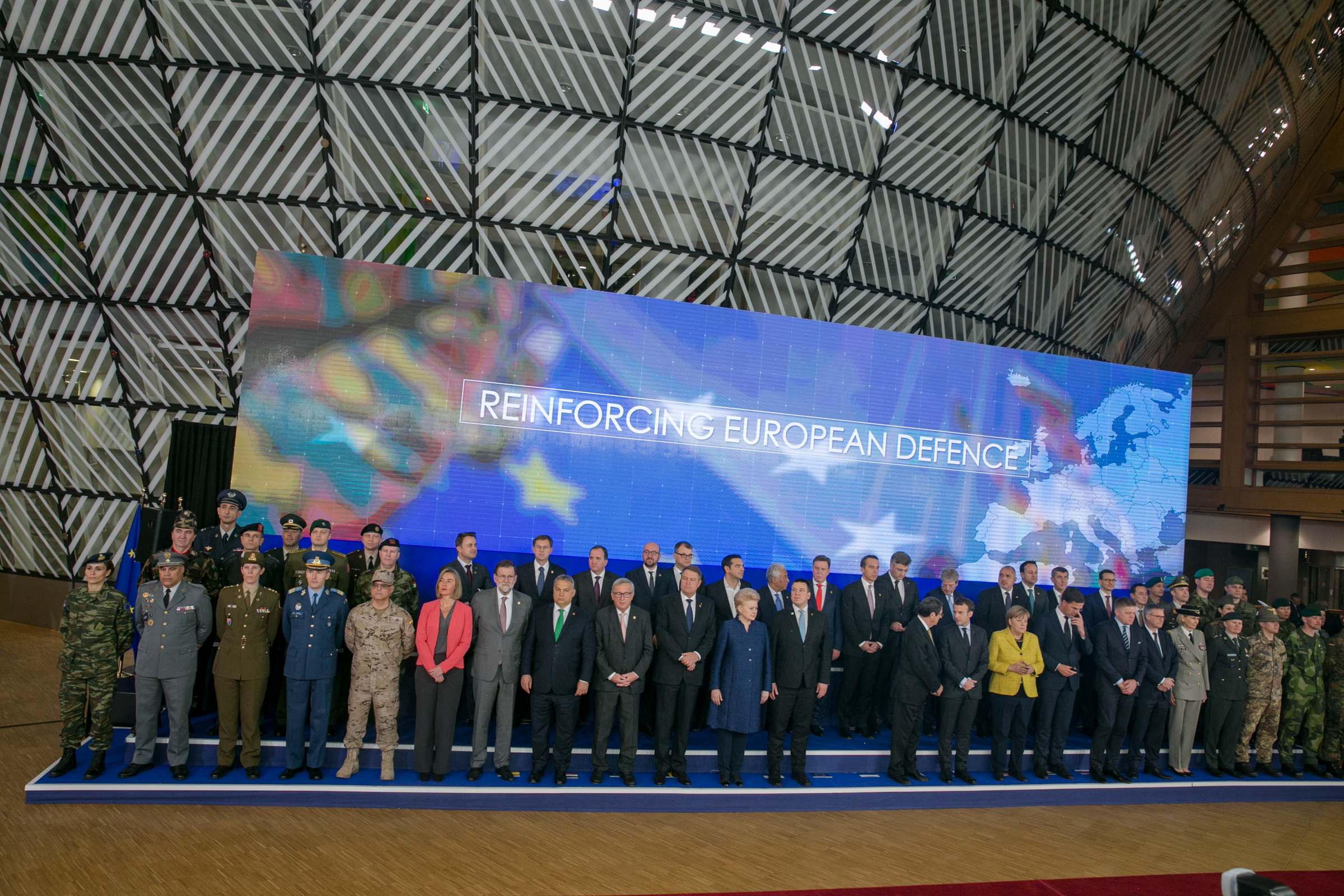
EU-Treffen 2017 in Estland: Dänemark und Portugal sind heute Partner in einer Vielzahl multilateraler Organisationen

1960 waren Dänemark und Portugal Gründungsmitglieder der westeuropäischen Wirtschaftszone EFTA, die insbesondere in Portugal eine neue wirtschaftliche Entwicklung auslöste und die beiden Länder etwas annäherte. Wegen der Portugiesischen Kolonialkriege seit den frühen 1960er Jahre blieb Portugal nun aber international zunehmend isoliert.
Dänemark trat 1973 zur EU über. Nachdem Portugal mit der linksgerichteten Nelkenrevolution 1974 seine Diktatur abgeschüttelt hatte und eine stetige demokratische und wirtschaftliche Entwicklung einleitete, trat das Land 1986 ebenfalls zur EU über. Seither nähern sich Dänemark und Portugal wieder zunehmend an.
Am 4. Dezember 1980 starb der portugiesische Premierminister Francisco Sá Carneiro mit seiner dänischen Geliebten Snu Abecassis, seinem Verteidigungsminister Adelino Amaro da Costa und dessen Gattin bei einem ungeklärt gebliebenen Flugzeugabsturz bei Camarate. Die romantische, unter unglücklichen Umständen stehende Liebesbeziehung des charismatischen Politikers und der engagierten Verlegerin aus Dänemark erregte einige gesellschaftlicher Aufmerksamkeit, und der gemeinsame Unfalltod bestärkte danach die Legendenbildung.
Dänemark legalisierte 1989 als erstes Land der Welt zivilrechtliche Partnerschaften für Homosexuelle, Portugal folgte zwölf Jahre später.
2002 schlossen beide Länder ein Abkommen zur gegenseitigen Verhinderung von Doppelbesteuerung und von Steuerflucht.

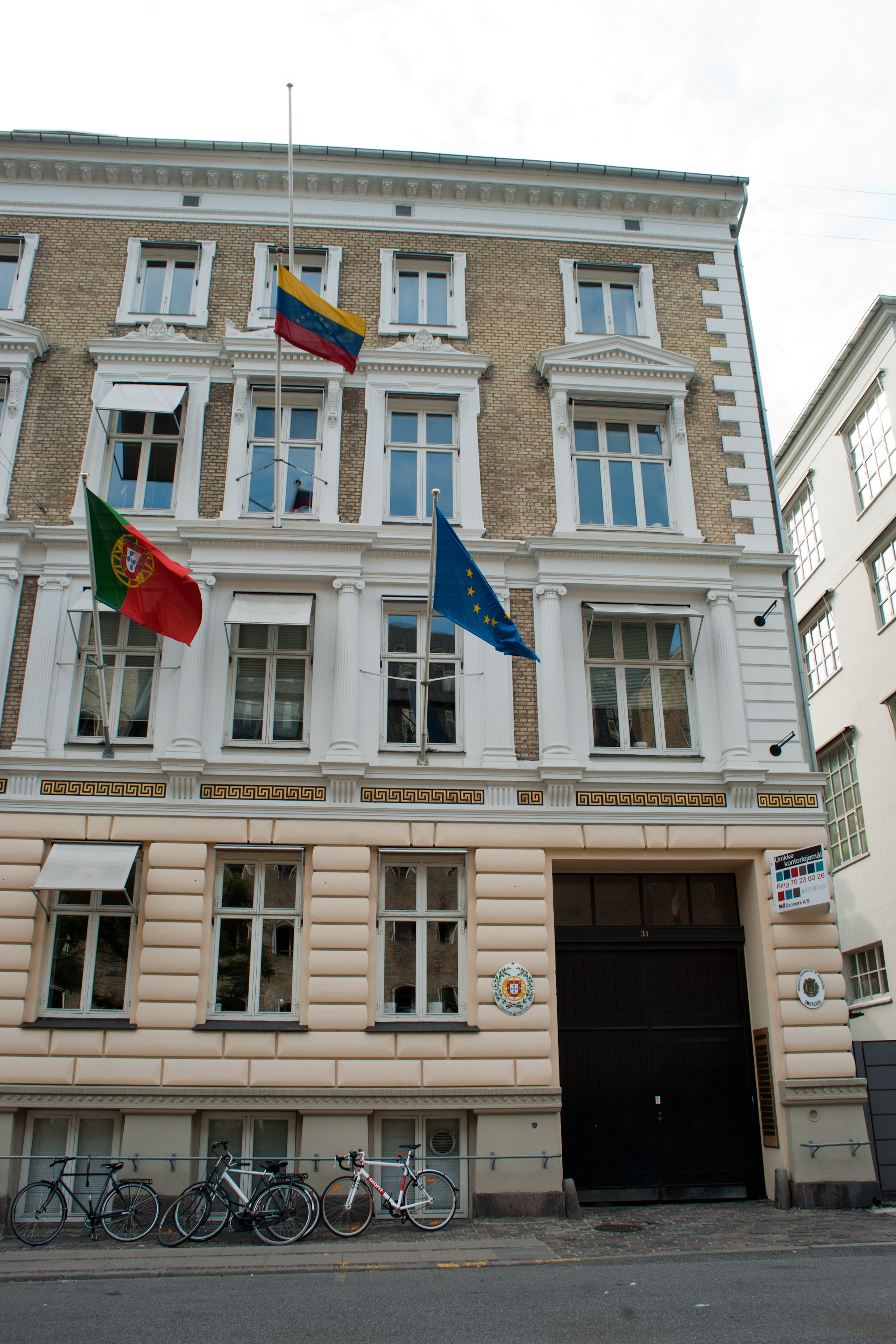
Die Botschaft Portugals in Kopenhagen

## Diplomatie
Dänemark unterhält eine Botschaft in der portugiesischen Hauptstadt Lissabon. Dänische Konsulate sind in Portugal nicht eingerichtet.
Portugal hat in der dänischen Hauptstadt Kopenhagen eine Botschaft, in der Toldbodgade 31. Daneben unterhält Portugal seit 2013 ein Honorarkonsulat in Tórshavn auf den zu Dänemark gehörenden, selbstverwalteten Färöerinseln.

## Städtepartnerschaften
- Holmegaard und Samuel (im Rahmen der European Charter – Villages of Europe)
- Holstebro und Sesimbra (im Rahmen der Douzelage)[5]

## Migration
879 Dänen waren im Jahr 2018 in Portugal gemeldet, davon 451 im Großraum Lissabon und 221 an der Algarve. Die Summe ihrer Rücküberweisung betrug 0,40 Mio. Euro.
Anfang 2019 waren 2.806 portugiesische Staatsbürger in Dänemark registriert. Im Jahr 2018 überwiesen sie 3,86 Mio. Euro zurück.

## Wirtschaft

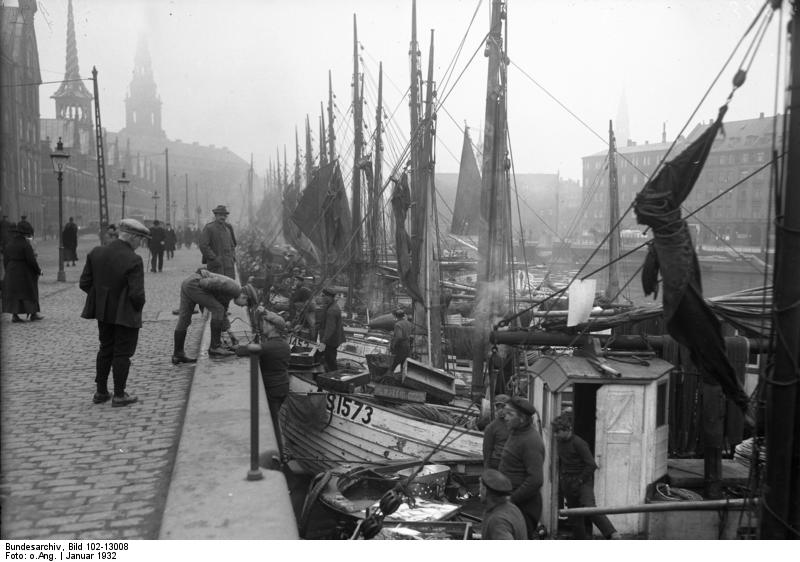
Der Fischmarkt in Kopenhagen 1932: traditionell ist Fisch das Hauptexportgut Dänemarks nach Portugal

Die dänische Auslandshandelskammer (Trade Council) unterhält eine Repräsentanz an der Botschaft Dänemarks in Lissabon.
Die portugiesische Außenhandelskammer AICEP führt ein Kontaktbüro an der Botschaft Portugals in Kopenhagen.
Im Jahr 2017 führte Dänemark Güter und Dienstleistungen im Wert von 621,5 Mio. Euro aus Portugal ein (2016: 566,3 Mio., 2015: 505,0 Mio., 2014: 509,1 Mio., 2013: 547,9 Mio.). Der Anteil an Waren belief sich auf 359,0 Mio., davon 29,8 % Schuhe, 13,3 % Bekleidung, 8,1 % Holz und Kork, 8,1 % Textile Stoffe, 6,4 % Nahrungsmittel und 5,4 % Erze und Minerale.
Im gleichen Zeitraum importierte Portugal Waren und Dienstleistungen aus Dänemark im Wert von 357,1 Mio. Euro (2016: 343,1 Mio., 2015: 308,3 Mio., 2014: 305,9 Mio., 2013: 301,7 Mio.). Auf Güter entfielen dabei 310,4 Mio., davon 32,3 % landwirtschaftliche Erzeugnisse (v. a. Fisch), 20,5 % chemisch-pharmazeutische Erzeugnisse, 12,1 % Maschinen und Geräte, 6,6 % Lebensmittel, 6,0 % Metallwaren und 4,2 % Kunststoffe und Gummi.
Bei den Dienstleistungen standen im Jahr 2017 den 60,7 Mio. zu Gunsten Dänemarks 262,4 Mio. auf portugiesischer Seite gegenüber. Wesentlicher Faktor waren dabei die Ausgaben dänischer Touristen in Portugal.
Im Januar 2023 gründete die dänische Copenhagen Infrastructure Partners im Seebad Figueira da Foz ihr neues Tochterunternehmen Copenhagen Offshore Partners und betrat damit erstmals den portugiesischen Markt. Sie will hier über 8 Mrd. Euro in einen Offshore-Windpark namens Nortada vor der Küste investieren, einer von fünf von der portugiesischen Regierung ausgewiesenen Orte für Offshore-Windparks. Die Initiative ist Teil der portugiesischen Pläne, den Anteil der verbrauchten Energie aus Erneuerbare Energien bis 2026 von etwa 60 % (2022, europäische Spitze) weiter auf 80 % zu steigern.

## Kultur

### Institutionen
Das staatliche portugiesische Kulturinstitut Instituto Camões unterhält keine direkten Aktivitäten in Dänemark, und auch das dänische Pendant, Det Danske Kulturinstitut, unterhält keine Vertretung in Portugal. Über die Botschaften werden dennoch eine Vielzahl Kulturaktivitäten wie Ausstellungen, Konzerte und Kooperationen veranstaltet, initiiert oder gefördert.

### Musik
Der dänisch-portugiesische Musiker Mikkel Solnado ist Sohn des portugiesischen Schauspielers Raul Solnado und der Dänin Hanne-Louise Schmidt. Er war von 1995 bis 2000 Mitglied der dänischen Rockband Mike Sunset, von 2007 bis 2010 spielte er bei der Gruppe Gabriel Flies. Daneben ist er auch Produzent und arbeitete zudem mit verschiedenen dänischen Musikern als Sänger und als Liedautor zusammen, u. a. mit dem Sänger und Liedermacher Erann DD und den Rappern Jokeren und Pede B. Erst mit dem Tod seines populären Vaters 2009 wurde er auch in Portugal bekannt, wo er 2012 ein erstes eigenes Album herausbrachte, das dort die Verkaufscharts erreichte.
Die portugiesische Metal-Formation Moonspell trat mehrfach in Dänemark auf.

### Literatur

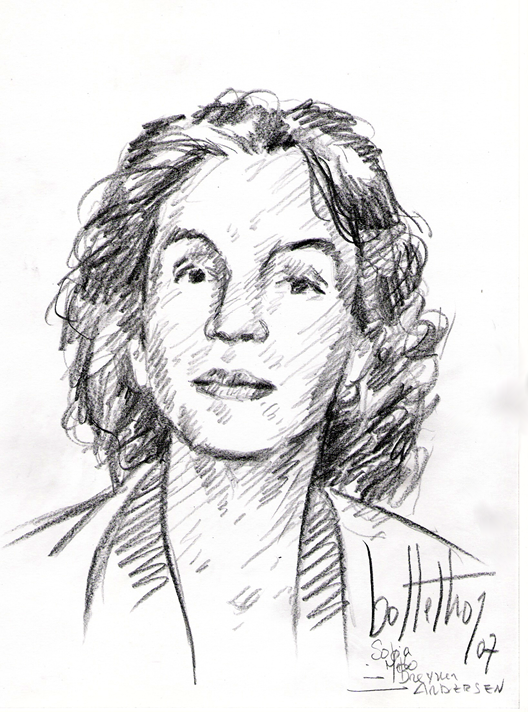
Sophia de Mello Breyner Andresen, eine der bedeutendsten Autorin der Portugiesischen Literatur, war die Enkelin eines dänischen Einwanderers in Portugal

### Film
Filmschaffende beider Länder sind regelmäßig bei Filmfestivals im jeweils anderen Länder vertreten und werden dort auch ausgezeichnet. So gewann Lone Scherfig 2001 mit Italienisch für Anfänger den Goldenen Delphin beim wichtigsten portugiesischen Filmfestival, dem Festróia in Setúbal. Bei den Curtas Vila do Conde, dem bedeutendsten Kurzfilmfestival Portugals, wurden mehrfach dänische Regisseure ausgezeichnet, so Jay Rosenblatt (1998) und Nahid Persson (2005).
Der populäre portugiesische Schauspieler und Komiker Raul Solnado (1929–2009) war mit der Dänin Hanne-Louise Schmidt verheiratet. Der dänisch-portugiesische Musiker Mikkel Solnado ging aus der Beziehung hervor.
2013 drehte der dänische Regisseur Bille August in Portugal seine erfolgreiche Literaturverfilmung Nachtzug nach Lissabon. Dabei traten auch portugiesische Schauspieler auf, darunter Namen wie Beatriz Batarda, Adriano Luz oder auch Marco D’Almeida.
In Hella Joofs Komödie All inclusive (2014) spielte auch der portugiesische Schauspieler Diogo Infante mit.
Der in Kopenhagen geborene und an der Algarve aufgewachsene, dänisch-britische Regisseur Kristjan Knigge drehte 2014 mit der portugiesischen Produktion The Right Juice einen Film an der Algarve.
Seinen letzten Film (Quaresma, 2003) drehte der portugiesische Regisseur José Álvaro Morais auch in Dänemark.
Gelegentlich kommt es auch zu dänisch-portugiesischen Koproduktionen, darunter Bille Augusts prominent besetzte Literaturverfilmung Das Geisterhaus (1993), João César Monteiros groteske Tragikomödie Die göttliche Komödie (1995) oder auch João Botelhos Groteske Tráfico (1998).
Mindestens zwei portugiesische Kinofilme widmeten sich bereits der dänischen Verlegerin Snu Abecassis und ihrer tragisch geendeten Liebesbeziehung zum portugiesischen Politiker und späteren Premierminister Francisco Sá Carneiro. Zunächst beschäftigte sich Luís Filipe Rocha 2001 in Camarate erfolgreich mit dem Flugzeugabsturz des Liebespaars, dann wurde Snu, Patrícia Sequeiras 2019 erschienenes Biopic über Snu Abecassis, ein Publikumserfolg.

### Malerei
Der Däne Camille Pissarro (1830–1903), bedeutender impressionistischer Maler und Begründer der Künstlerfamilie Pissarro, war portugiesischer Abstammung.

## Sport

### Fußball

#### Männer

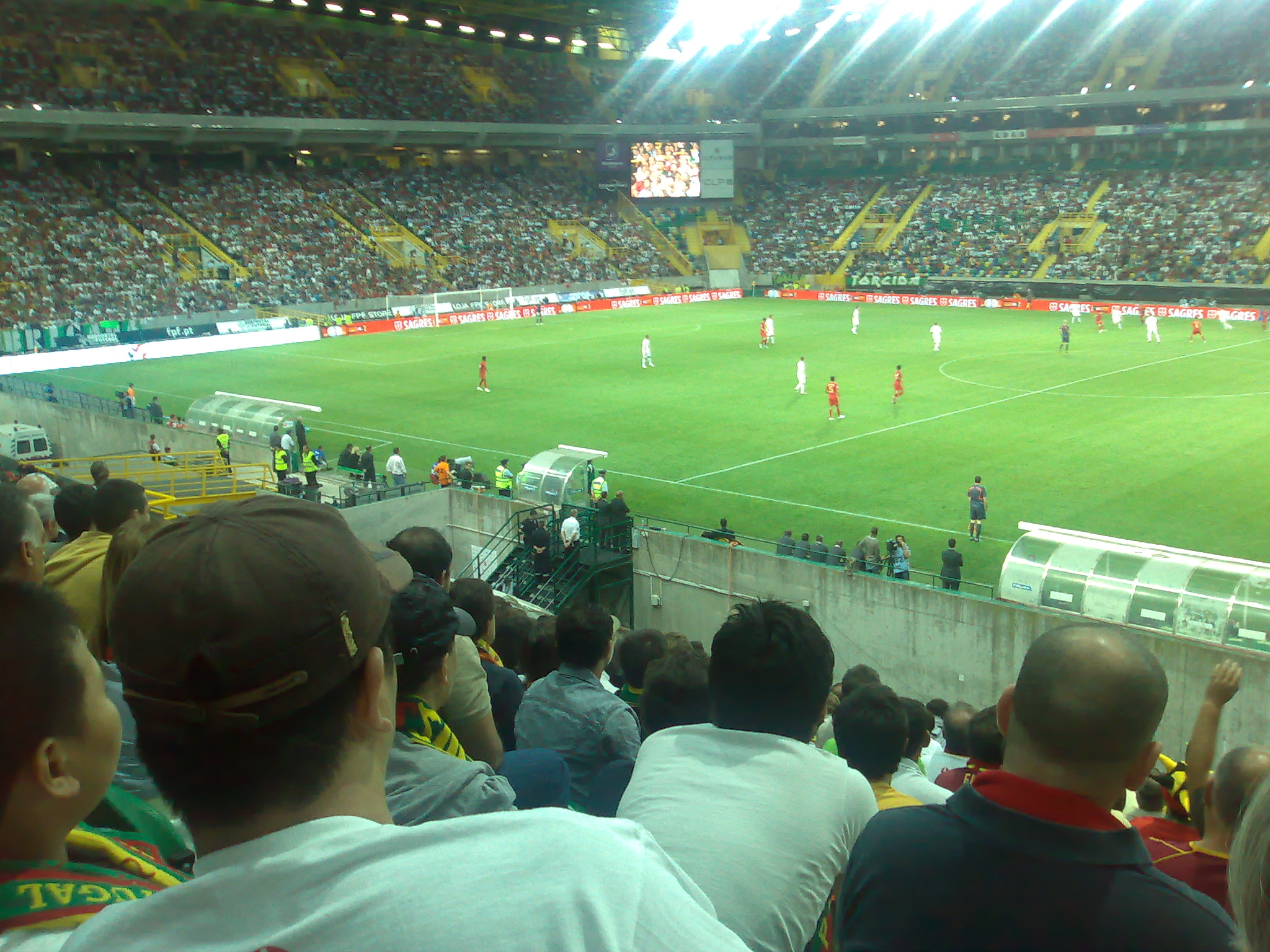
Portugal gegen Dänemark: Qualifikationsspiel zur WM 2010 im Lissabonner Estádio José Alvalade XXI am 10. September 2008

Die dänische Fußballnationalmannschaft und die portugiesische Nationalelf spielten bisher 16 Mal gegeneinander (Stand 9. Juni 2019). Erstmals trafen sie am 21. Juni 1966 aufeinander, das Freundschaftsspiel im Esbjerg Idrætspark endete 3:1 für Portugal. Insgesamt gewann Portugal 11 Begegnungen, Dänemark blieb dreimal siegreich, zweimal trennte man sich unentschieden.
Dänemark und Portugal wurden bisher je einmal Europameister, Dänemark 1992 in Schweden, Portugal 2016 in Frankreich. Bei der EM 2004 in Portugal schied Dänemark im Viertelfinale aus, der Gastgeber wurde Zweiter. Dänemark richtete bislang keine EM aus.
Dänische Spieler stehen gelegentlich auch bei portugiesischen Vereinen unter Vertrag. So wurde der dänische Nationaltorwart Peter Schmeichel mit Sporting Lissabon im Jahr 2000 portugiesischer Meister und Supercup-Gewinner. Auch sein Sohn, Nationaltorwart Kasper Schmeichel spielte in Portugal, beim GD Estoril Praia. Einige dänische Nationalspieler beendeten ihre Karrieren in Portugal, darunter Jan Sørensen (1989 beim Portimonense SC an der Algarve) und Per Krøldrup (2014 beim SC Olhanense, ebenfalls an der Algarve). Jugend-Nationalspieler Victor Bak spielte 2023 beim Zweitligisten CD Mafra.
Der Select Brillant Super TB des dänischen Herstellers Select Sport war in der Saison 2019/20 der offizielle Spielball der Primeira Liga, der ersten portugiesischen Liga.

#### Frauen
Die dänische Fußballnationalmannschaft der Frauen und die portugiesische Frauennationalmannschaft trafen bisher 18 Mal aufeinander, mit 15 dänischen Siegen, einem portugiesischen Sieg und zwei Unentschieden. Erstmals spielten sie am 14. März 1995 beim Algarve-Cup 2015 gegeneinander, die Däninnen gewannen mit 5:0.
Seit der ersten Ausgabe 1994 nimmt die dänische Auswahl am Algarve-Cup in Portugal teil, einem der wichtigsten Turniere im Fußball der Frauen. Weder die Däninnen noch die Gastgeberinnen konnten bisher das Turnier gewinnen, jedoch kamen die Däninnen bereits fünfmal ins Finale und wurden zweimal Dritter, während die Portugiesinnen erst einmal den dritten Platz erreichten (Stand 2019).

### Basketball
Die dänische Basketballnationalmannschaft (Weltranglistenplatz 74, Stand Mai 2019) und die portugiesische Auswahl (Weltranglistenplatz 47, Stand Mai 2019) gehören beide nicht zur europäischen Spitze. So haben beide Länder bisher keine großen Turniere ausgerichtet, und während die Dänen den 14. Platz bei der EM 1951 als größten Erfolg verzeichnen (Portugal wurde dort 15.), so war der Einzug in die Zwischenrunde bei der EM 2007 (9. Platz am Ende) der größte portugiesische Erfolg. Für ein Basketball-WM-Turnier waren beide bislang nicht qualifiziert (Stand Mai 2019).
Gelegentlich treten dänische Spieler auch für portugiesische Klubs an. So wurde der Nationalspieler Niels Bjerregaard in der Saison 1996/97 mit der Basketballabteilung des FC Porto portugiesischer Meister.

### Handball
Bei der Handball-Europameisterschaft der Männer 1994 in Portugal trafen die dänische und die portugiesische Männer-Handballnationalmannschaft in der Gruppe B der Vorrunde aufeinander. Das Spiel ging 24:17 für Dänemark aus. Portugal schied nach der Vorrunde aus, Dänemark wurde Vierter.
Danach war Portugal auch Gastgeber der Handball-Weltmeisterschaft der Männer 2003. Die beiden Auswahlen trafen in der Vorrunde dort nicht aufeinander und schieden beide nach der ersten Hauptrunde aus.
Weder bei der WM 1978 und der WM 2019 noch der EM 2014 in Dänemark war Portugal qualifiziert.
Gelegentlich treten Spieler beider Länder auch im jeweils anderen Land an. So spielt der portugiesische Nationalspieler Joaquim Nazaré seit 2023 beim dänischen Verein Skjern Håndbold. Mit dem FC Porto wurden Sebastian Frandsen, Nikolaj Læsø und Jakob Mikkelsen in der Saison 2022/23 portugiesischer Meister, von 2017 bis 2018 wurde die Mannschaft von Lars Walther trainiert. Seit 2023 steht Mike Jensen bei Benfica Lissabon unter Vertrag.

### Badminton
Bei den Portugal International siegten mehrmals dänische Spieler, bei den Herren erstmals Elo Hansen im Jahr 1974, bei den Damen als erste Pernille Dupont im Jahr 1987. Martin Lundgaard Hansen und Niels Christian Kaldau gewannen das Turnier bei den Herren sogar mehrmals.
Bei der Badminton-Jugendeuropameisterschaft 2011 im portugiesischen Caldas da Rainha holte Dänemark Gold und Silber im Herrendoppel.
Portugiesische Sieger hat es bei den Denmark Open bislang nicht gegeben (Stand 2018).
Bei der Badminton-Europameisterschaft 2017 im dänischen Kolding war Portugal nicht vertreten, und auch bei der Badminton-Mannschaftseuropameisterschaft 2008 im dänischen Herning nicht.

### Radsport
Beim wichtigsten portugiesischen Straßenrennen, der seit 1927 stattfindenden Portugal-Rundfahrt, konnte Claus Michael Møller bislang als einziger Däne einen Platz auf dem Siegertreppchen erringen, das aber gleich dreimal. 2002 wurde er dort Sieger, 2000 und 2003 wurde er jeweils Zweiter. Beim wichtigsten dänischen Straßenrennen, der 1985 erstmals gestarteten Dänemark-Rundfahrt, kam bislang noch kein Portugiese unter die besten drei (alles Stand Februar 2025).
Der Däne Casper Pedersen gewann 2023 die erste Auflage der Figueira Champions Classic.
Bei der Algarve-Rundfahrt gab es 2021 einen dänischen dritten Platz und 2019 einen dänischen Zweiten, bevor Jonas Vingegaard 2025 als erster Däne das seit 1960 jährlich ausgetragene Rennen gewinnen konnte.